# سيليصور
السيليصور (الاسم العلمي: Silesaurus)، أحد أجناس ديناصوريات الشكل السيليصوريات من من فترة الثلاثي المتأخر، منذ ما يقرب من 230 مليون سنة مضت في المرحلة الحيوانية الكارنية المعروفة الآن ببولندا. تم العثور على بقايا متحجرة للسيليصور في «كوبر كلايستون» في كراسيجو بالقرب من أوبولي، سيليزيا، بولندا، التي استمد اسمه منه. الأنواع النمطية، «سيليصور أوبولينسس» (الاسم العلمي: Silesaurus opolensis)، وقد تم وصفه من قبل «جيرزي دزيك» في 2003. وقد عرف من حوالي 20 هيكل عظمي، مما يجعله أحد أفضل نموذج لديناصوريات الشكل المبكرة.